# Coupe d'Afrique des nations féminine de football 2018
Navigation
Édition précédente Édition suivante
La Coupe d'Afrique des nations féminine de football Total 2018 est la onzième édition de la Coupe d'Afrique des nations féminine de football, qui met aux prises les meilleures sélections africaines féminines de football affiliées à la Confédération africaine de football (CAF). La compétition sert aussi de tournoi qualificatif pour la Coupe du monde féminine de football 2019, les trois premiers de cette Coupe d'Afrique se qualifiant pour le Mondial.
Le comité exécutif de la CAF désigne le 27 septembre 2016 le Ghana comme pays organisateur de la compétition.
Le Nigeria remporte la compétition en battant en finale l'Afrique du Sud. Le Cameroun termine à la troisième place.

## Organisation

### Calendrier
Les matchs éliminatoires sont prévus à partir du 26 février 2018, et la phase finale du tournoi du 17 novembre au 1er décembre 2018.
Les éliminatoires sont finalement reportés, les matchs du premier tour se tenant du 2 au 10 avril 2018 et ceux du deuxième tour du 4 au 12 juin 2018.

### Sponsor officiel
En juillet 2016, Total a annoncé avoir passé un accord de sponsoring avec la Confédération Africaine de Football. Total est désormais le « sponsor titre » des compétitions organisées par la CAF. L’accord vaut pour les huit années suivantes et concernera les dix principales compétitions organisées par la CAF, dont la Coupe d'Afrique des Nations féminine, qui est désormais baptisée « Coupe d'Afrique des Nations féminine Total ».

## Qualifications
Le Ghana est qualifié automatiquement en tant que pays hôte. Pour désigner les sept autres participants, deux tours de qualifications sont organisés sous forme de matchs aller-retour, du 4 avril au 11 juin 2018.
Les équipes qualifiées sont :
- Afrique du Sud
- Algérie
- Cameroun
- Guinée équatoriale
- Mali
- Nigeria
- Zambie

## Villes et stades
| Accra                | [[Fichier:Ghana adm location map.svg\|100px\|{{#if:\|{{{alt}}}\|Coupe d'Afrique des nations féminine de football 2018 est dans la page Ghana.]]Accra Cape Coast | Cape Coast                |
| Accra Sports Stadium | [[Fichier:Ghana adm location map.svg\|100px\|{{#if:\|{{{alt}}}\|Coupe d'Afrique des nations féminine de football 2018 est dans la page Ghana.]]Accra Cape Coast | Cape Coast Sports Stadium |
| Capacité: 40,000     | [[Fichier:Ghana adm location map.svg\|100px\|{{#if:\|{{{alt}}}\|Coupe d'Afrique des nations féminine de football 2018 est dans la page Ghana.]]Accra Cape Coast | Capacité: 15,000          |
|                      | [[Fichier:Ghana adm location map.svg\|100px\|{{#if:\|{{{alt}}}\|Coupe d'Afrique des nations féminine de football 2018 est dans la page Ghana.]]Accra Cape Coast |                           |

## Tournoi final

### Règlement
Le règlement est celui de la CAF relatif à cette compétition :
- une victoire compte pour 3 points ;
- un match nul compte pour 1 point ;
- une défaite compte pour 0 point.

Le classement des équipes est établi grâce aux critères suivants :
1. Le plus grand nombre de points obtenus dans tous les matchs du groupe.
En cas d'égalité :
2. Plus grand nombre de points obtenus dans les matchs disputés entre les équipes à égalité ;
3. Meilleure différence de buts dans les matchs disputés entre les équipes à égalité ;
4. Plus grand nombre de buts marqués lors des matchs disputés entre les équipes à égalité ;
5. Si, après l'application des critères 2 à 4, seule une partie des équipes sont encore à égalité, on reprend les critères 2 à 4 pour les équipes concernées par cette nouvelle égalité.
Si, après l'application des critères 2 à 4, des équipes sont encore à égalité, les critères suivants s’appliquent :
6. Meilleure différence de buts dans tous les matchs du groupe ;
7. Plus grand nombre de buts marqués dans tous les matchs du groupe ;
8. Tirage au sort.

- Les deux premiers de chaque groupe sont qualifiés pour les demi-finales où le premier d'un groupe affronte le deuxième de l'autre.
- Les perdants des demi-finales se rencontrent lors d'un match pour la 3e place.
- Les deux finalistes ainsi que l'équipe troisième se qualifient pour la Coupe du monde 2019.